# Aceria tulipae
Aceria tulipae är en spindeldjursart som först beskrevs av Hartford Hammond Keifer 1938.  Aceria tulipae ingår i släktet Aceria och familjen Eriophyidae. Inga underarter finns listade i Catalogue of Life.